# 眾議院大樓
眾議院大樓是盧森堡國家立法機構盧森堡眾議院的辦公地點，位於盧森堡首都盧森堡市，和盧森堡大公的官邸大公宮毗鄰。

## 歷史

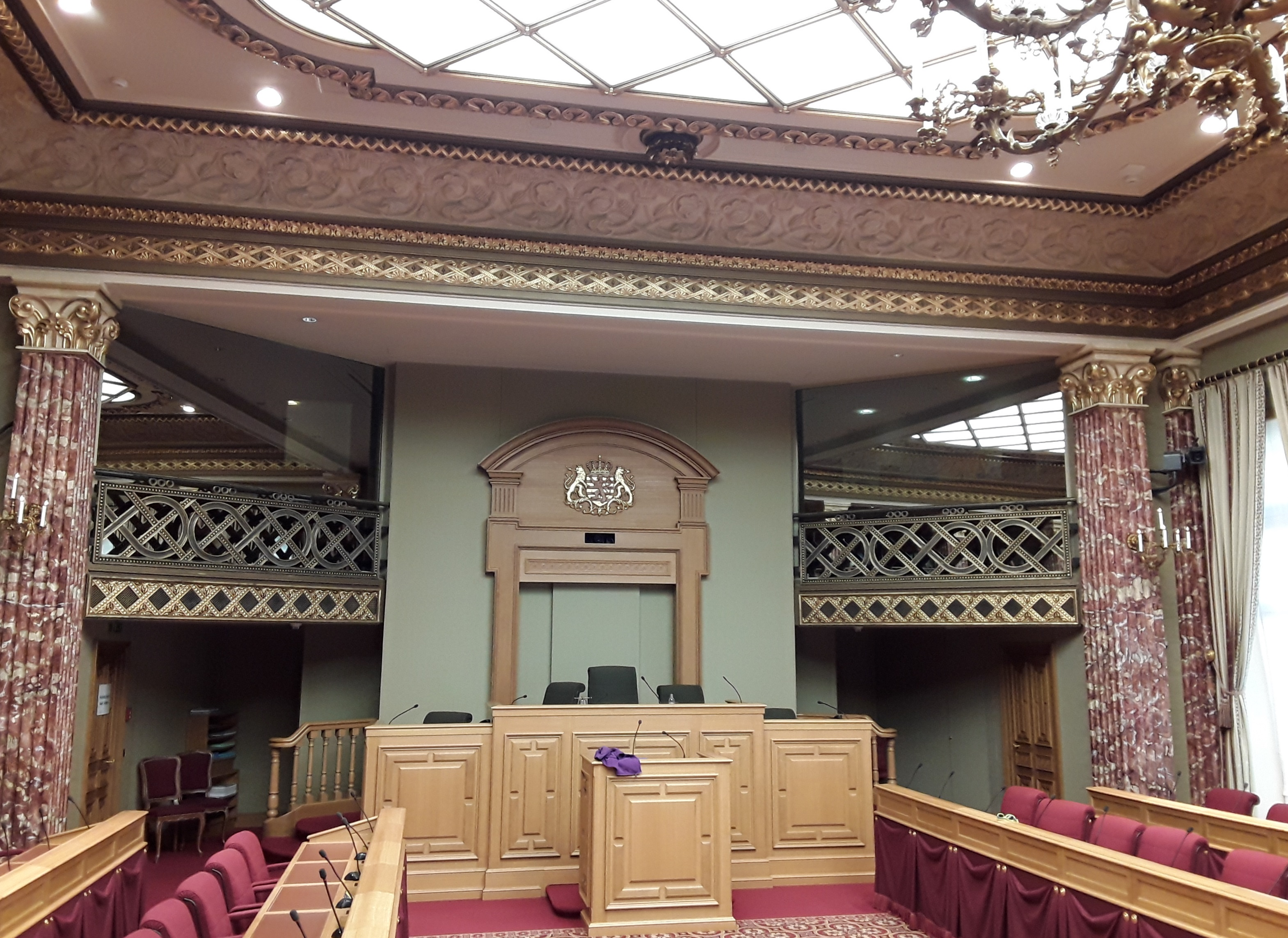
眾議院大樓的主會場：中央是講台，講台後方是主席的座位，兩側是議員座席

直到1860年之前，盧森堡眾議院都沒有固定的辦公地點，而是在大公宮、盧森堡市政廳、政府宮三座建築開會。在1848年《盧森堡憲法》公佈後的一段時間內，盧森堡眾議院曾在該國北部埃特爾布呂克的一座小學辦公。但1850年代後期時，這一情況已難以繼續。為了令大公宮重新由盧森堡大公家族使用，盧森堡政府在1857年決定由安東尼·哈特曼設計一座議會專用的建築。新的議會建築在1858年6月27日動工，並在1860年10月30日竣工。
在第二次世界大戰的德國佔領時期，眾議院陷入停擺，這座建築也因此被德國佔領軍使用，成為宣傳部門（Gaupropagandaamt）的辦公地點。建築陽台曾掛有巨幅「重返帝國」（Heim ins Reich）標語，建築外側亦飾有巨大的納粹德國國旗。
在1997年至1999年，眾議院大樓進行了大規模翻新，並同時擴充建築規模，擴大公共空間。老化的木質裝飾被初期風格的複製品取代，支撐結構也得到加強，以符合更嚴格的健康和安全標準。同時建築部門空間以現代風格進行擴建，以接納公眾入場並提供更多機能。在建築改建時期，盧森堡眾議院曾在盧森堡市政廳辦公。2018年8月至10月，眾議院大樓再次進行了整修。

## 外部連結
- Structurae数据库中Hôtel de la Chambre des Députés的数据